# 니아 (데스노트)
니아(Near)은 만화 《데스노트》의 탐정이며, L의 공식 후계자이기도 하다. L의 죽음을 알리는 메시지가 로져에게 간 뒤, 키라체포를 위한 SPK에 영입,결국 키라가 라이토임을 밝혀낸 장본인이기도 하다.
1991년 8월 24일에 출생하여 L, 매트와 함께 영국의 와미즈 하우스에서 성장했다. 퍼즐, 큐브, 도미노 등 각종 장난감을 갖고 노는 것을 좋아하며, 멜로와 대립하며 키라를 체포하는 것을 경쟁한다. SPK의 제반니에게 데스 노트를 위조하도록 하여 키라의 체포에 결정적인 역할을 한다. 혈액형은 B형이다. 냉철하고 신중한 성격이나, 비행기를 혼자 타지 못하는 등 사회성이 떨어지는 면도 보인다.

## 같이 보기
- L
- 야가미 라이토
- 아마네 미사
- 데스노트